# Władimir Abołtin
Władimir Jakowlewicz Abołtin (ros. Владимир Яковлевич Аболтин; ur. 19 września?/1 października 1899 w Rūjienie, zm. 8 listopada 1978 w Moskwie) – radziecki działacz państwowy, uczony, doktor nauk ekonomicznych (1935) .

## Życiorys
Członek RSDPR od 1917. Od 1919 w Robotniczo-Chłopskiej Armii Czerwonej (RKKA). Absolwent specjalnych kursów wywiadu (1921) i fakultetu wschodniego Akademii Wojskowej im. Michaiła Frunzego (1925). Od 1921 w dyspozycji Zarządu Wywiadu RKKA. Od 1925 przewodniczący komisji Wszechzwiązkowego Centralnego Komitetu Wykonawczego do spraw przyjęcia od Japonii Północnego Sachalinu. W latach 1927–1928 radziecki konsul generalny w Harbinie. Od 1929 współpracownik Instytutu Gospodarki Światowej i Światowej Polityki w Moskwie. W latach 1935–1937 korespondent Telegraficznej Agencji Związku Radzieckiego (TASS) w Pekinie. 
W latach 1937–1943 przebywał w areszcie. Od 1948 pracownik Instytutu Ekonomiki, w latach 1956-1976 zastępca dyrektorа Instytutu Światowej Ekonomiki i Stosunków Międzynarodowych Akademii Nauk ZSRR, od 1955 profesor. Autor prac z zakresu problemów socjalno-ekonomicznych państw Dalekiego Wschodu.